# Xã Gilford, Michigan
Xã Gilford (tiếng Anh: Gilford Township) là một xã thuộc quận Tuscola, tiểu bang Michigan, Hoa Kỳ. Năm 2010, dân số của xã này là 741 người.